# 新浪模式
新浪模式（英語：Sina pattern），是指一种投资规避方式。
境外投资者针对中华人民共和国在外资投入有关产业方面的限制而采取的一种规避方式。一般而言，是指境外投资者通过其在中国境内的子公司和境内中资公司间的合同关系（如技术服务合同等）而达到控制或分享该中资公司经营管理或者利润的目的。因新浪公司成功地利用这种规避方式实现了境内重组和境外上市而得名。